# Сант'Албано Стура
Сант'Албано Стура (итал. Sant'Albano Stura) је насеље у Италији у округу Кунео, региону Пијемонт.
Према процени из 2011. у насељу је живело 1480 становника. Насеље се налази на надморској висини од 380 м.

## Становништво
Према резултатима пописа становништва 2011. у општини је живело 2.380 становника.
| 1931. | 1936. | 1951. | 1961. | 1971. | 1981. | 1991. | 2001. | 2011. |
| ----- | ----- | ----- | ----- | ----- | ----- | ----- | ----- | ----- |
| 2.182 | 2.169 | 2.033 | 1.832 | 1.781 | 1.986 | 2.064 | 2.084 | 2.380 |